# Paradicsompiros süketbéka
A paradicsompiros süketbéka (Dyscophus antongilii) a kétéltűek (Amphibia) osztályába és  a békák (Anura) rendjébe és a szűkszájúbéka-félék (Microhylidae) családjába tartozó faj.

## Előfordulása
Madagaszkár keleti felén, az Antongil-erdőben fordul elő.

## Megjelenése
Nevét tömzsi testalkatáról, lekerekített fejéről, rövid lábairól, de legfőképpen élénkvörös bőrszínéről kapta. A nőstény nagyobbra nő, mint a hím, testhossza 9 cm körüli. A hím testhossza 6 centiméter.

## Életmódja
Tápláléka kis gerinctelenek.

## Szaporodása
A szaporodási időszakban a hímek az ujjaik belső részén kialakuló ragadós képződmények segítségével könnyebben át tudják karolni a nőstényt a megtermékenyítés közben. A nőstény pocsolyákban rakja petéit.